# Манираптори
Манирапторите (Maniraptora) са клон влечуги от разред Гущеротазови (Saurischia). Хипотезата, че птиците са тероподи от този клон е широко разпространена в научните кръгове. С течение на времето, размерът на тялото при манирапторите намалява, което бива обяснявано чрез движещият естествен отбор. Също като птиците, представители на тази група притежават въздушни торби, които участват при дихателните прецеси.
Таксонът е описан за пръв път от Жак Готие през 1986 година.

## Семейства
- Parvicursoridae